# Somaliland

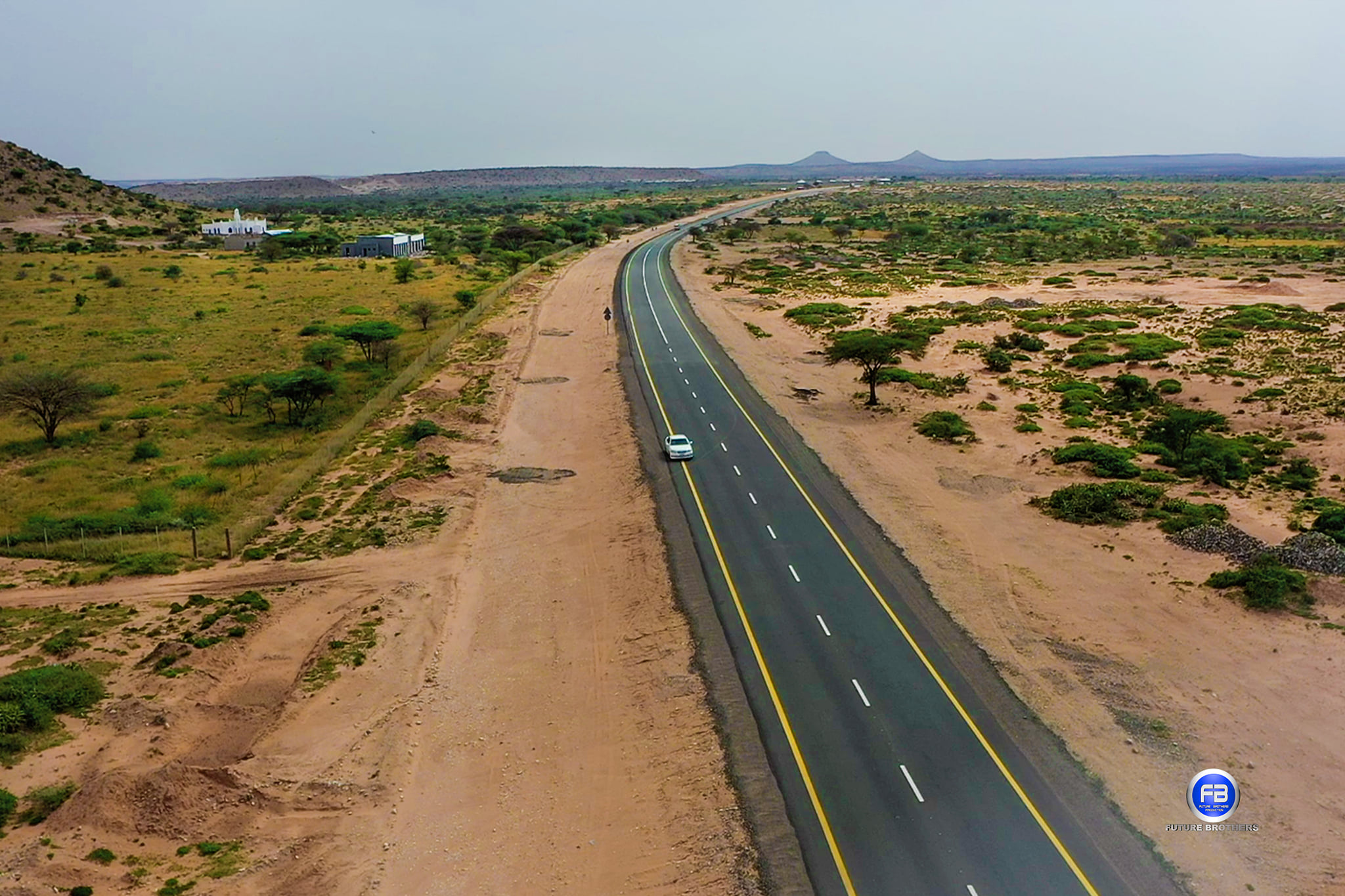
Somaliland

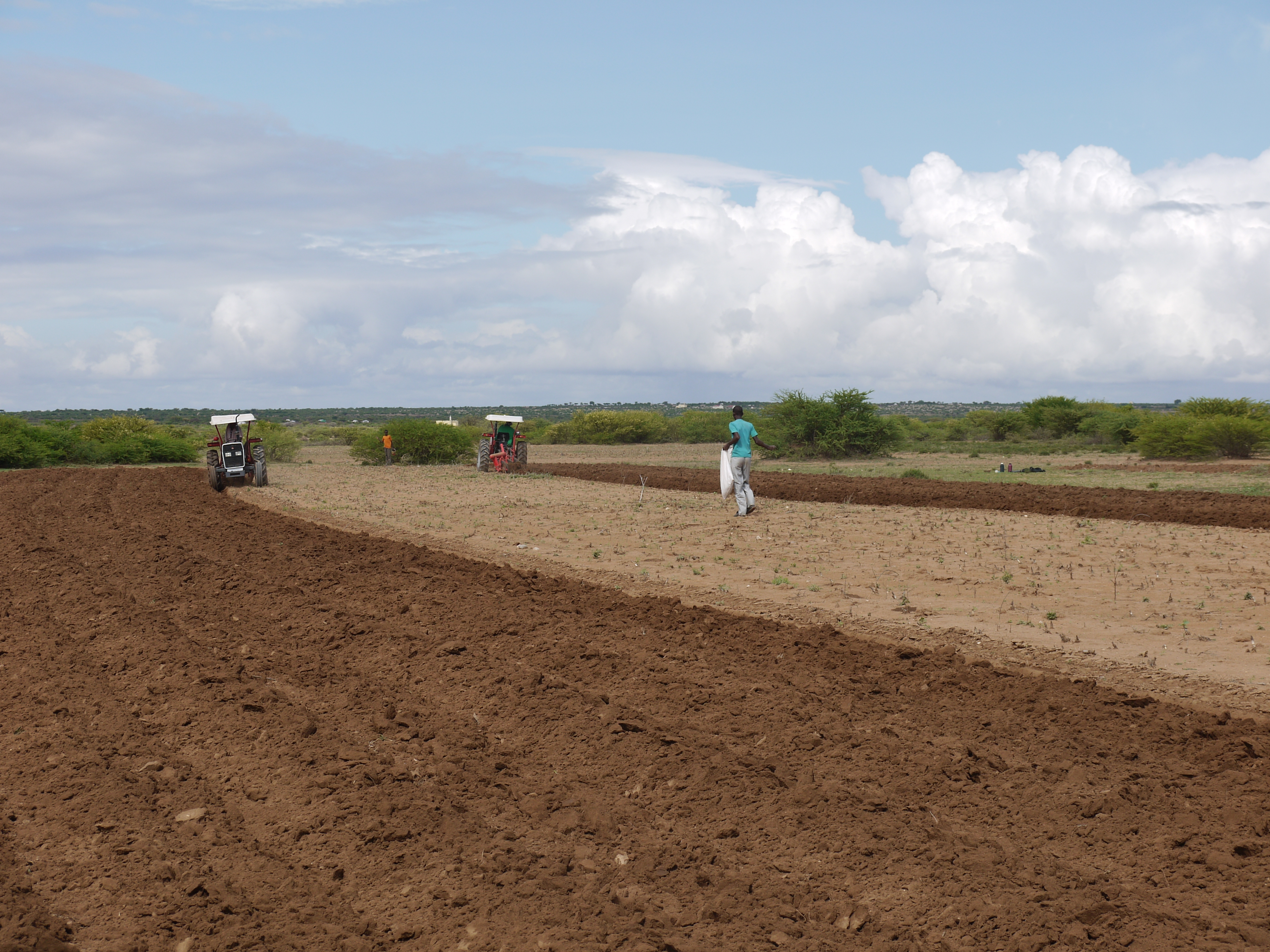
Somaliland

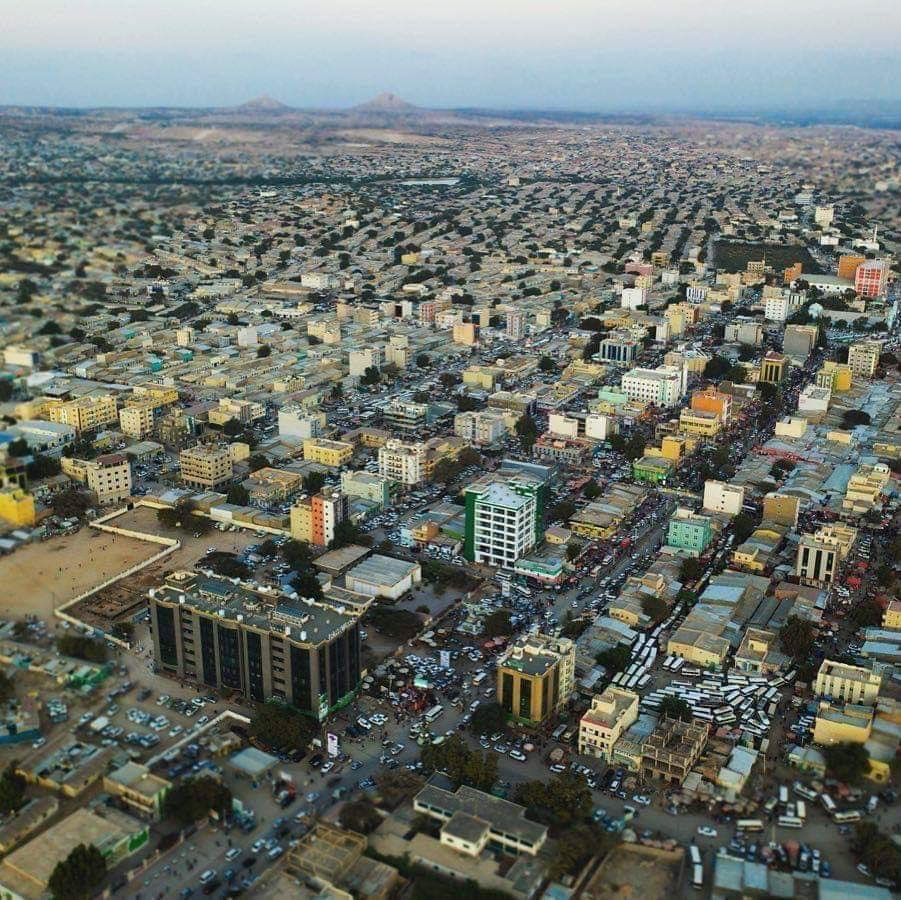
Hargeisa

Somaliland (Somalisch: Jamhuuriyadda Soomaaliland; Arabisch: صوماللاند, Ṣūmālilānd of أرض الصومال, Arḍ aṣ-Ṣūmāl), officieel uitgeroepen tot Republiek Somaliland, is een de facto onafhankelijk land op het territorium van Somalië en volgt de grenzen van het vroegere protectoraat Brits-Somaliland. Bij Somaliës onafhankelijkheid in 1960 werd dit gebied samengevoegd met het voormalige Italiaans-Somaliland tot het in 1991 zijn onafhankelijkheid uitriep en op 30 april 1991 zijn eigen grondwet vaststelde.
Somaliland ligt in de Hoorn van Afrika en grenst aan Djibouti, Ethiopië en het eveneens op het territorium van Somalië gelegen Puntland. Somaliland ligt aan de Golf van Aden. Het inwonersaantal wordt geschat op 3,85 miljoen inwoners. De grootste Somalische clan in Somaliland is de Isaaq, andere grote clans in Somaliland zijn de Dir (Gadabuursi en Issa) en de Darod subclans Harti. De meeste inwoners van Somaliland zijn soennitische moslims.

## Geschiedenis
Het voormalige Britse protectoraat Brits-Somaliland ging in 1960 na een referendum samen met Italiaans-Somaliland om Somalië te vormen.
Na een onafhankelijkheidsstrijd van de SNM (Somali National Movement) verklaarde Somaliland zich in 1991, na de val van het regime in Somalië, onafhankelijk.
Hoewel Somaliland al sinds 1991 de facto onafhankelijk is, werd het tot januari 2024 door geen enkel land erkend. Op 1 januari 2024 maakte Ethiopië bekend de staat te erkennen in ruil voor toegang tot de havens. In 2001 hoopte de republiek haar afscheiding van Somalië met een referendum officieel te maken.
Somaliland streeft dan ook naar internationale erkenning. Het probleem is dat de Afrikaanse landen in 1963 afspraken de landsgrenzen nooit meer te veranderen. Internationale organisaties zijn bang dat er nog veel meer Afrikaanse landen uit elkaar zullen vallen als Somaliland wordt erkend. Bij het referendum stemden de kiezers van Somaliland over een nieuwe grondwet, waarvan de onafhankelijkheid in het eerste artikel is vastgelegd. Voormalig president Egal (overleden op 2 mei 2002) hoopte dat de internationale gemeenschap haar bezwaren zou laten varen als de drie miljoen Somalilanders in overgrote meerderheid voor de grondwet stemden. Daar lijkt het voorlopig nog steeds niet op. Wel kwamen er, na lang aandringen, toch nog dertig internationale waarnemers (onder wie ook Nederlandse) het referendum observeren. De huidige president van Somaliland is Muse Bihi Abdi.
Behalve de Somalische overgangsregering maakte ook het naburige Puntland (een ander de facto onafhankelijk deel van Somalië) bezwaar tegen het referendum. Somaliland wilde namelijk ook laten stemmen in enkele gebieden die volgens Puntland bij zijn grondgebied horen. Puntland had gedreigd dat desnoods gewapenderhand te zullen verhinderen, maar greep uiteindelijk niet in.
In april 2003 werden de eerste presidentsverkiezingen gehouden. Kandidaten van meerdere partijen konden aan de verkiezingen deelnemen. Dahir Riyale Kahin van de UDUB (Unity of Democrats Party) won met een lichte voorsprong. Hij zat al op de presidentspost sinds 2002, toen hij door de raad der ouderen benoemd was in opvolging van zijn overleden voorganger Mohamed Ibrahim Egal.
Op 29 september 2005 werden er in de regio voor het eerst verkiezingen gehouden voor het lagerhuis van het parlement, het Huis van Afgevaardigden, dat uit 82 leden bestaat. Daarvoor bestond het parlement uit door de clans via een consultatieproces verkozen leden.

## Geografie
Het land heeft een oppervlakte van 137.600 km² en is iets groter dan Engeland. De kustlijn is 740 kilometer lang, waarvan het grootste deel langs de Golf van Aden ligt. Het heeft landgrenzen met Ethiopie, Djibouti en Somalië. Er zijn bergketens in het midden en in het oosten van het land waarvan de pieken zo'n 2100 meter boven het zeeniveau liggen.
Enkele grote steden naast Hargeisa zijn Burco, Borama, Berbera, Erigavo, Gabiley en Las Anod.
Somaliland staat bekend om haar haast onaangetaste woestijnlandschappen met complexen van rotsformaties en andere archeologische vindplaatsen, zoals Laas Geel en Dhambalin.

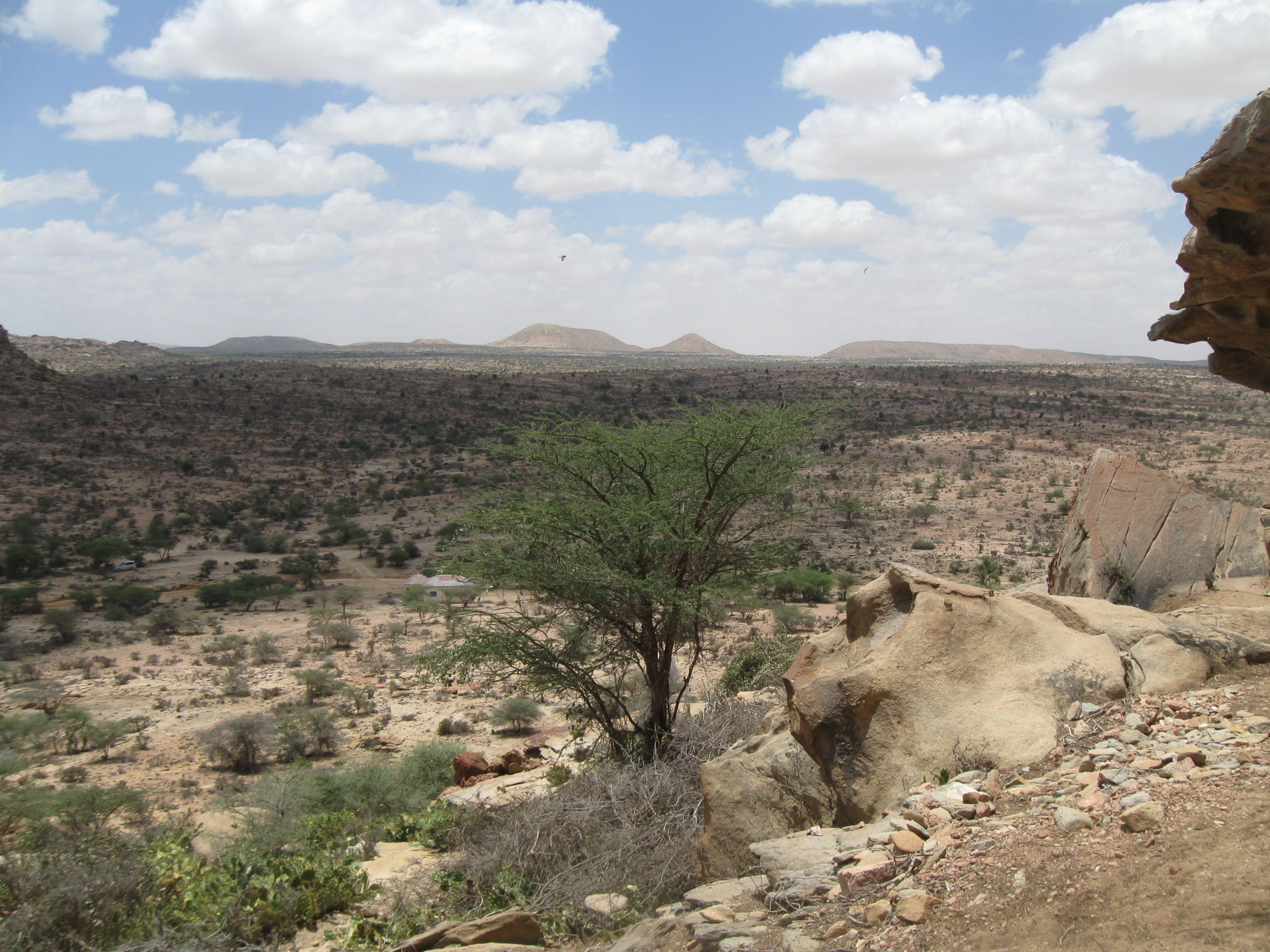
Landschap in Somaliland

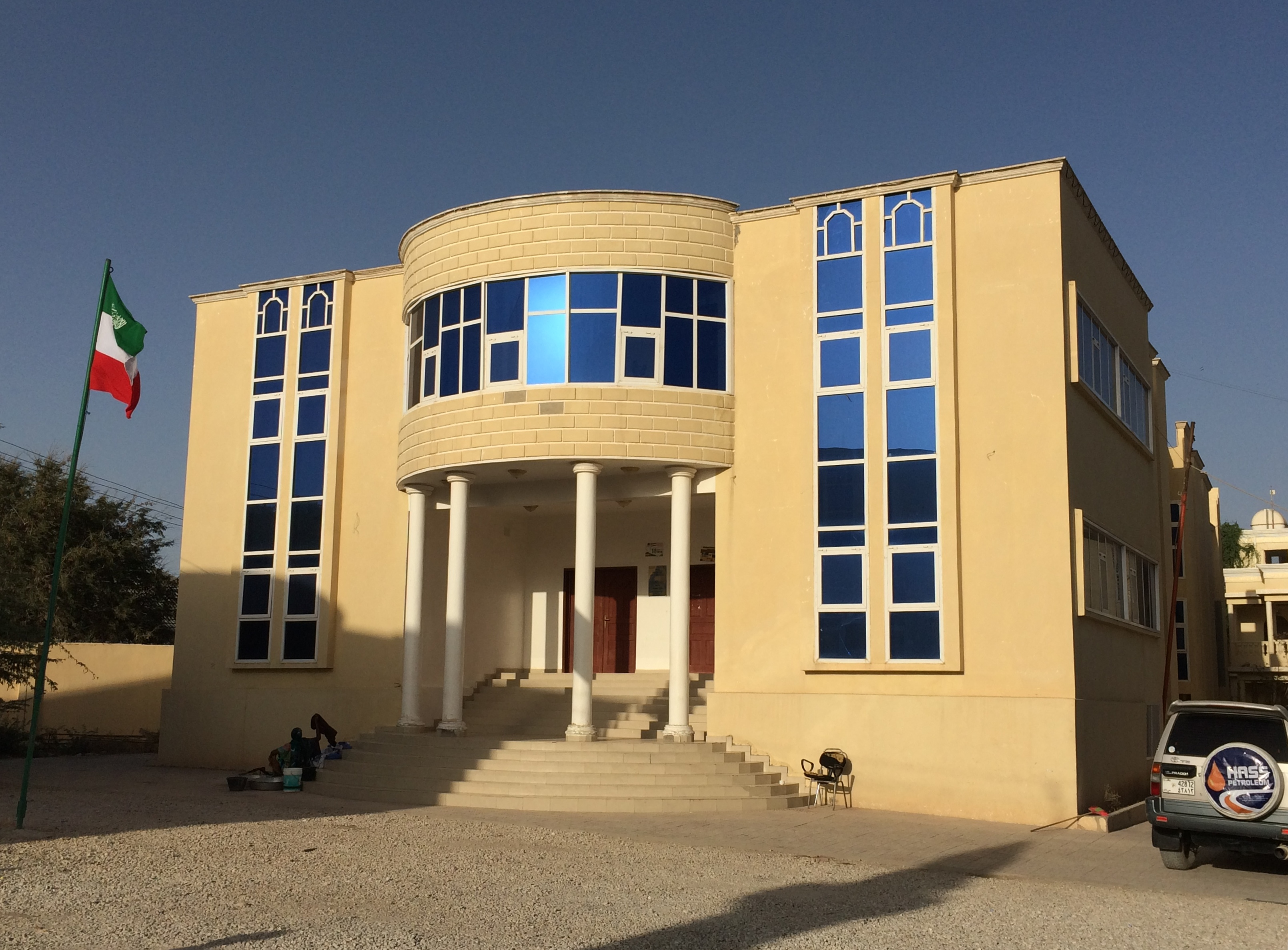
Het lagerhuis van Somaliland

## Politiek en overheid
Somaliland heeft een hybride bestuurssysteem dat een combinatie is van traditionele en westerse instituties. Na de instorting van de centrale dictatuur in Somalië, zijn in Somaliland een groot aantal lokale interclanconferenties georganiseerd om te overleggen over de toekomst van het land, waarna een grote conferentie in Borama in 1993 werd georganiseerd. Hier werd een systeem van overheid en bestuur bedacht dat bestaat uit een gekozen president, die een vicepresident en een raad van ministers benoemt. Er is een parlement dat wordt gekozen door het volk en een traditionele raad van ouderen (Guurti) die functioneert als senaat. Met dit systeem wisten de Somalische leiders het traditionele systeem van bestuur te combineren met een moderne democratie. 
In 2001 zette Somaliland de eerste stap naar democratie. Toen werd een referendum gehouden over de nieuwe grondwet van het land waarmee de afscheiding en onafhankelijkheid door het volk werd bekrachtigd. Het jaar daarop werd het meerpartijenstelsel ingevoerd. In datzelfde jaar werden er voor het eerst lokale verkiezingen in Somaliland gehouden. De regerende partij UDUB won de verkiezingen in de meeste gemeenten van Somaliland. De termijn voor de president is vijf jaar en kan eenmaal herkozen worden. 
In 2003 werden voor het eerst presidentsverkiezingen gehouden in Somaliland. Zittend president Dahir Riyale Kahin won die verkiezingen met een verschil van 80 stemmen van Ahmed Silanyo, voormalig SNM-leider. In 2005 werden voor het eerst parlementsverkiezingen in Somaliland gehouden. Net zoals alle verkiezingen in Somaliland tot nu toe, werden deze verkiezingen ook bijgehouden door internationale waarnemers. UDUB, de grootste partij van het land, veroverde 33 van de 82 parlementszetels; de partij van Achmed Silaanyo (KULMIYE) werd de tweede partij van het land met 28 zetels. De derde partij, UCID van Faysal Ali Waraabe haalde 21 van de 82 zetels binnen.
In 2017, na twee jaar uitstel, werden de derde presidentsverkiezingen gehouden. Deze werden gewonnen door Muse Bihi Abdi van de Peace, Unity, and Development Party (KULMIYE), die 55% van de stemmen kreeg. De verkiezingen waren niet helemaal eerlijk, maar de uitkomst werd hierdoor niet wezenlijk anders, aldus waarnemers. In 2021 begon de regering de geplande verkiezingen voor november 2022 uit te stellen. In twee stappen werden de verkiezingen eerst negen maanden uitgesteld tot juli 2023 en in oktober besloot de senaat het mandaat van de president te verlengen tot november 2024. De oppositie was het oneens met deze besluiten.

## Bestuurlijke indeling
Somaliland is verdeeld in zes regio's, die verder verdeeld zijn in districten. De zes bestuurlijke regio's (gobolka's) zijn:
- Awdal
- Saaxil
- Woqooyi-Galbeed (Hargeisa, de hoofdstad)
- Togdheer
- Sanaag en
- Sool

## Economie
Landbouw is de belangrijkste economische activiteit en dan vooral de veeteelt. Veel vee wordt geëxporteerd naar landen in het Midden-Oosten.
In mei 2016 tekende DP World een contract met de regering van Somaliland voor de exploitatie van logistiek knooppunt in de haven van Berbera. Op 1 maart 2018 werd Ethiopië ook aandeelhouder. DP World heeft sindsdien een aandelenbelang van 51% in het project, Somaliland 30% en Ethiopië de resterende 19%. Als onderdeel van de overeenkomst zal de regering van Ethiopië investeren in infrastructuur om het transport in de Berbera Corridor verder te verbeteren.
Op 1 januari 2024 werd nog een contract getekend met Ethiopië. In ruil voor erkenning, kan Ethiopië een kuststrook van 20 kilometer voor een periode van 50 jaar gebruiken als zee- en marinehaven. Ethiopië zelf heeft geen kust en is daarmee afhankelijk van andere landen als Djibouti of Kenia. Met dit contract krijgt Ethiopië een haven aan de Rode Zee en voor Somaliland betekent het een economische impuls.

## Trivia
- Hoewel Somaliland een Brits protectoraat is geweest, wordt er in Somaliland, zoals in de omringende landen, rechts gereden. Desondanks heeft het overgrote deel van de auto's in Somaliland het stuur niet aan de linkerkant, maar aan de rechterkant. Dit verwijst nog naar de tijd van voor 1960 toen er onder Brits bestuur links werd gereden.
- In de roman "D (A Tale of Two Worlds" (2020) van Michel Faber komt de vrouwelijke hoofdpersoon Dhikilo uit Somaliland.